# Ampérův zákon

Elektrický proud, který prochází vodičem, vytváří magnetické pole v okolí vodiče. Směr je orientován na základě pravidla pravé ruky.

Ampérův zákon celkového proudu (někdy psáno jako Ampèrův) je fundamentálním vztahem popisujícím magnetické pole a jeho vztah k elektrickému proudu, kterým je vytvářené.
Pro magnetické pole tak představuje obdobný základní zákon, jako je pro elektrostatiku zákon Gaussův.
Zákon byl nazván na počest zakladatele teoretické elektrodynamiky André-Marie Ampèra. Je tomu také proto, že ho lze odvodit z Ampèrem objeveného zákona pro magnetickou sílu. (Někdy se však zákon celkového proudu označuje jako "Oerstedův zákon".)
Zákon byl formulován pro stacionární elektromagnetické pole a James Clerk Maxwell ho dále zobecnil pro nestacionární pole ve své první sadě Maxwellových rovnic.

## Vztahy označované jako Ampérův zákon
Jako Ampérův zákon bývá v české i zahraniční fyzikální literatuře označováno několik důležitých vztahů, týkajících se magnetického pole a jeho působení.
- Některé zdroje [2][3][4] označují jako Ampérův zákon vztah, který stanoví sílu, kterou působí magnetické pole s danou magnetickou indukcí na element vodiče protékaného daným elektrickým proudem - tzv. Ampérův zákon pro sílu v magnetickém poli (někdy označován jako "Ampérův vzorec"[5])
- Jiné publikace [6][7][8] označují jako Ampérův zákon vztah pro sílu vzájemného magnetického působení dvou vodičů protékaných danými elektrickými proudy - tzv. Ampérův zákon pro sílu mezi dvěma vodiči (někdy označován jako "Ampérův vzorec"[9] nebo, protože může být považován za spojení předchozího Ampérova silového zákona se zákonem Biotovým–Savartovým, je výjimečně označován jako "zákon Biotův–Savartův–Laplaceův–Oerstedův–Ampérův"[10])
- Třetí skupina publikací[11][12] pak označuje jako Ampérův zákon tzv. Ampérův zákon celkového proudu (někdy označovaný jako "Oerstedův zákon"[1]).

Ampérovy zákony silového působení magnetického pole najdete v článku Ampérův silový zákon.

## Formulace zákona pro stacionární elektromagnetické pole
Všechny níže uvedené vztahy pro Ampérův zákon celkového proudu platí pro vakuum i pro látkové prostředí, je však nutno si uvědomit, že elektrické proudy resp. jejich hustoty na pravých stranách vztahů znamenají odlišné veličiny (i když se často zapisují stejným symbolem bez indexů)!

### Ampérův zákon ve vakuu
Ampérův zákon lze zapsat pro stacionární elektromagnetické pole v integrálním tvaru vztahem:
{\displaystyle \oint _{C}{\boldsymbol {B}}\cdot \mathrm {d} {\boldsymbol {l}}=\mu _{0}\;I_{\mathrm {celk} }}
kde
{\displaystyle {\boldsymbol {B}}} je magnetická indukce,
{\displaystyle \mathrm {d} {\boldsymbol {l}}} infinitezimální orientovaný element jednoduché uzavřené křivky C,
{\displaystyle I_{\mathrm {celk} }\,} je celkový proud protékající skrz libovolnou plochu s hranicí C,
{\displaystyle \mu _{0}\!} je permeabilita vakua
{\displaystyle \oint _{C}} je uzavřený křivkový integrál křivky C, orientovaný ve směru toku elektrického proudu.

V oblastech prostoru, kde lze považovat prostorové rozložení elektrického proudu za spojité (v makroskopickém smyslu), popsatelné hustotou celkového elektrického proudu {\displaystyle {\boldsymbol {j}}_{\mathrm {celk} }\,}, lze Ampérův zákon přepsat do diferenciálního tvaru:
{\displaystyle \operatorname {rot} \,{\boldsymbol {B}}=\mu _{0}\;{\boldsymbol {j}}_{\mathrm {celk} }}.

### Ampérův zákon v látkovém prostředí
Výše uvedené vztahy pro vakuum platí i pro látkové prostředí, je však nutno uvážit, že v látce se nevyskytují pouze volné proudy {\displaystyle I_{\mathrm {vol} }\,}, ale také proudy vázané, které souvisejí s magnetizací látky; proto je nutno do celkového proudu započítat i magnetizační proudy {\displaystyle I_{\mathrm {mag} }\,}, tedy Ampèrem formálně zavedené elementární proudy, kterými jsou generovány magnetické dipólové momenty částic látky a jimi způsobená magnetizace. (Pro fenomenologickou elektrodynamiku je takový popis plně ekvivalentní popisu pomocí magnetických dipólů, třebaže naráží na interpretační problémy u částic dosud považovaných za bodové.) Je obvyklé zákon přepsat do tvaru s explicitně vyjádřenými pouze volnými proudy:
Protože platí pro magnetizační proudy odpovídající magnetizaci {\displaystyle \mathbf {M} } vztah
{\displaystyle I_{\mathrm {mag} }=\oint _{C}{\boldsymbol {M}}\cdot \mathrm {d} {\boldsymbol {l}}},
tak po jeho dosazení do Ampérova zákona celkového proudu
{\displaystyle \oint _{C}{\boldsymbol {B}}\cdot \mathrm {d} {\boldsymbol {l}}=\mu _{0}\left(I_{\mathrm {vol} }+I_{\mathrm {mag} }\right)}
lze jednoduchou úpravou obdržet vztah:
{\displaystyle \oint _{C}\left({\frac {\boldsymbol {B}}{\mu _{0}}}-{\boldsymbol {M}}\right)\cdot \mathrm {d} {\boldsymbol {l}}=I_{\mathrm {vol} }}
a po zavedení intenzity magnetického pole {\displaystyle {\boldsymbol {H}}={\frac {\boldsymbol {B}}{\mu _{0}}}-{\boldsymbol {M}}} ho zjednodušit na Ampérův zákon pro volné proudy:
{\displaystyle \oint _{C}{\boldsymbol {H}}\cdot \mathrm {d} {\boldsymbol {l}}=I_{\mathrm {vol} }}

V oblastech prostoru, kde lze považovat prostorové rozložení elektrického proudu za spojité (v makroskopickém smyslu), popsatelné hustotou elektrického proudu, lze Ampérův zákon přepsat do diferenciálního tvaru:
{\displaystyle \operatorname {rot} \,{\boldsymbol {H}}={\boldsymbol {j}}_{\mathrm {vol} }}.

## Důsledky a využití

### Princip superpozice
Protože rotace je lineární operátor, plyne z Ampérova zákona celkového proudu, že pro stacionární magnetické pole platí princip superpozice: Stacionární magnetická pole (reprezentovaná magnetickou indukcí {\displaystyle \mathbf {B} \,}) vytvořená jednotlivými proudy se vzájemně neovlivňují a lze je tedy (vektorově) sčítat.

### Magnetický obvod

Magnetický obvod s magnetomotorickým napětím

Ampérův zákon ve formulaci pro intenzitu magnetického pole je analogický vztahu pro napětí v uzavřené proudové trubici, jen namísto intenzity elektrického pole vystupuje intenzita magnetického pole a obdobou elektromotorického napětí způsobujícího napěťový spád v trubici je celkový volný proud. Této analogie lze s výhodou využít pro řešení magnetických soustav v látkovém prostředí.
Zvolíme nyní integrační křivku tak, aby byla totožná s magnetickou indukční čarou. Kolem této čáry si představíme trubici konstantního kolmého průřezu {\displaystyle S\,} takové velikosti, aby v celém tomto průřezu bylo možno považovat magnetickou indukci za konstantní. Tato trubice přitom může procházet prostředím s různou permeabilitou {\displaystyle \mu \,} – integrál lze rozdělit na součet integrálů přes části s konstantní permeabilitou. Ampérův zákon pak můžeme přepsat na tvar:
{\displaystyle I_{\mathrm {vol} }=\sum _{i}\int _{l_{i}}{\boldsymbol {H}}\cdot \mathrm {d} {\boldsymbol {l}}=\Phi \sum _{i}\int _{l_{i}}{\frac {\mathrm {d} l}{\mu _{i}S}}} ,
kde {\displaystyle \Phi \,} je magnetický tok, v tomto případě roven prostému součinu indukce a plochy průřezu (obojí je konstantní).
Definujeme-li magnetomotorické napětí {\displaystyle U_{\mathrm {m} }} vztahem
{\displaystyle U_{\mathrm {m} }=I_{\mathrm {vol} }\,}
a tzv. magnetický odpor (též reluktance) i-té části vztahem:
{\displaystyle R_{\mathrm {m} i}=\int _{l_{i}}{\frac {\mathrm {d} l}{\mu _{i}S}}\;} ,
dostaneme jako obdobu Ohmova zákona – tzv. Hopkinsonův zákon:
{\displaystyle U_{\mathrm {m} }=\Phi \sum _{i}R_{\mathrm {m} i}\,}.
Díky analogii tak můžeme s magnetickými obvody pracovat stejně jako s elektrickými, včetně použití Kirchhoffových zákonů.

### Magnetostatické pole
V oblastech prostoru bez volných elektrických proudů se Ampérův zákon ve formulaci pro intenzitu magnetického pole v diferenciálním tvaru redukuje na tvar:
{\displaystyle \operatorname {rot} \;{\boldsymbol {H}}=0\,}.
Z něho vyplývá, že magnetostatické pole generované pouze zmagnetovanými tělesy je pole potenciálové a lze k němu zavést skalární magnetický potenciál {\displaystyle \varphi _{\mathrm {m} }\,}. Budou pak platit vztahy obdobné vztahům v elektrostatice:
{\displaystyle {\boldsymbol {H}}=-\operatorname {grad} \;\varphi _{\mathrm {m} }}, resp.
{\displaystyle {\boldsymbol {B}}=-\mu _{0}\;\operatorname {grad} \;\varphi _{\mathrm {m} }+\mu _{0}\;{\boldsymbol {M}}}.

## Rozšíření originálního zákona: Ampérova-Maxwellova rovnice
Platnost Ampérova zákona ve tvaru
{\displaystyle \oint _{C}{\boldsymbol {B}}\cdot \mathrm {d} {\boldsymbol {l}}=\mu _{0}\;I_{\mathrm {celk} }} resp. {\displaystyle \operatorname {rot} \,{\boldsymbol {B}}=\mu _{0}\;{\boldsymbol {j}}_{\mathrm {celk} }}
lze rozšířit i na nestacionární elektromagnetické pole. Jak ukázal Maxwell, je v takovém případě do celkového proudu nutno započítat navíc tzv. posuvný proud, aby byl zákon v souladu se zákonem zachování elektrického náboje.
Posuvný proud je označení pro součet polarizačního proudu s hustotou {\displaystyle {\boldsymbol {j}}_{\mathrm {pol} }={\frac {\partial {\boldsymbol {P}}}{\partial t}}} a tzv. Maxwellova proudu s hustotou {\displaystyle {\boldsymbol {j}}_{\mathrm {Max} }=\varepsilon _{0}{\frac {\partial {\boldsymbol {E}}}{\partial t}}}, kde {\displaystyle \varepsilon _{0}\,} je permitivita vakua a {\displaystyle {\boldsymbol {P}}\,} je elektrická polarizace.
Označíme-li {\displaystyle {\boldsymbol {D}}\,} elektrickou indukci, lze zákon přepsat do tvaru pro volné proudy – do tzv. Ampérovy-Maxwellovy rovnice (označované též jako "zobecněný Ampérův zákon", nebo jako "první Maxwellova rovnice"):
{\displaystyle \oint _{l}{\boldsymbol {H}}\cdot \mathrm {d} {\boldsymbol {l}}=\int _{S}({\boldsymbol {j}}_{\mathrm {vol} }+{\frac {\partial }{\partial t}}{\boldsymbol {D}})\cdot \mathrm {d} \mathbf {S} }
resp. v diferenciálním tvaru:
{\displaystyle \operatorname {rot} \,{\boldsymbol {H}}={\boldsymbol {j}}_{\mathrm {vol} }+{\frac {\partial {\boldsymbol {D}}}{\partial t}}}.